# Т-126 (СП)
Т-126 (СП) ( Т-126, Об'єкт 126, Проект 126, СП-126, СП — Супроводжуючий Піхоту ) — дослідний радянський легкий танк супроводу піхоти, розроблений в 1940 р. на базі танків Т-126-1, Т-126 126-2 та Об'єкт 211. Було збудовано один дослідний прототип, який зберігається в Бронетанковому музеї в Кубинці.

## Історія створення
У 1938 році на базі танка Т-26 з метою його заміни було розроблено Т-26М, проте після його випробувань було вирішено посилити його ходові характеристики та збільшити потужність силової установки, внаслідок чого у 1939 році була розроблена його глибока модифікація Т-26-5 також відома як "Проєкт 126-1" (Т-126-1). Саме до цього проєкт вперше була застосована абревіатура СП (який супроводжує піхоту). Паралельно з ним розроблялися танки Т-126-2 (Проєкт 126-2) та Об'єкт 211. 24 березня 1940-го року було розглянуто всі три проекти, проте жоден з них схвалення з боку військових не отримав: Проєкт 126-1 не схвалили через неготовність двигуна Д-744, а Проєкт 126-2 та Об'єкт 211 — через невдале розташування двигуна та бойового відділення.
Після довгих переговорів від танка Т-126-1 відмовилися зовсім, а Т-126-2 та Об'єкт 211 після деяких переробок було прийнято побудувати в одному і двох досвідчених екземплярах відповідно, проте через різні проблеми від будівництва прототипів відмовилися, а згодом на основі цих машин було розроблено загальний проєкт, який одержав позначення Т-126.
Було побудовано один досвідчений зразок машини, який у період з 31 серпня по 9 вересня і з 19 по 29 вересня проходив заводські випробування, внаслідок яких, через безліч дрібних дефектів, зумовлених складністю конструкції, їх не пройшов. Тоді було вирішено розробити полегшену модифікацію танка, що одержала позначення Т-127, але цей проєкт залишився на папері. Після вивчення захопленого восени 1940 німецького середнього танка Pz.Kpfw. III, військове командування повернулося до ідеї розробки легкого танка підтримки піхоти та почало працювати над покращенням Т-126 (СП). Ці роботи, згодом, призвели до створення танка Т-50.

## Конструкція
Т-126 мав зварний корпус із товщиною бронелистів від 55 мм (на лобі) до 30 мм (у кормі). Екіпаж танка складався з чотирьох осіб: навідника, командира (заряджає), механіка-водія та стрілка-радиста. Башта Т-126 була зварною, шестигранною, з «обтічною» лобовою частиною. У даху був виготовлений великий прямокутний люк для посадки екіпажу, також ще один круглий люк був у задній стіні, який призначався для демонтажу гармати. У передніх лобових листах були бійниці для стрілянини з особистої зброї. По периметру башти було встановлено три прилади спостереження та командирська панорама у кришці люка. На машину встановлювався дизельний двигун В-3 потужністю 300 к.с., який міг розганяти машину, за її маси в 17 т, до 35 км/год. Озброювався танк 45-мм гарматою 20К обр. 19321938 рр. і спареним з нею кулеметом ДП. Ліворуч у лобовому аркуші корпусу в кульовій установці монтувався 7,62-мм кулемет ДС-39, який обслуговувався радистом. Підвіска Т-126 була торсіонною, ходова частина складалася з шести опорних котків, трьох опорних роликів, переднього напрямного та заднього ведучого колеса на кожен борт.